# 西北大学卡塔尔校区
西北大学卡塔尔校区（英语：Northwestern University in Qatar），是美国西北大学位于卡塔尔多哈的校区。
西北大学卡塔尔校区提供传播学和新闻学的本科教育，学生被授予与美国主校区完全相同的学位 。
西北大学的传媒专业全球顶尖，而卡塔尔校区每年仅招生一百余人，故入学竞争十分激烈。

## 历史
2006 年，卡塔尔基金会與美國西北大学接洽，同意于2008年合作成立卡塔爾校區。  首屆招生於2008年开始。
许多著名的记者、学者和媒体专业人士都在西北大學卡塔爾校區发表過讲话，包括CNN製片人Fareed Zakaria、 《纽约客》记者Evan Osnos、 电视记者Tim Sebastian、 伊朗裔美国记者Roxana Saberi、半岛电视台英语频道前输出主管Carlos Van Meek、《纽约时报》出版人Arthur Sulzberger、世界互联网项目负责人Jeff Cole、黎巴嫩《每日星报》编辑Rami Khouri，以及作家兼电影制片人Sophia Al Maria 。
西北大學卡塔爾校區首屆學生於2012年畢業。

## 學術課程
西北大學卡塔爾校區提供傳播學與新聞學的本科專業，另有若干輔修選擇。
卡塔爾校區的傳播學課程以西北大学传播学院（School of Communication）的课程为基础，融合传媒研究和广播/电视/电影专业的内容。
卡塔爾校區的新聞學課程以西北大学梅迪尔新闻学院（Medill School of Journalism, Media, Integrated Marketing Communications）的课程为基础，為世界領先。
文理課程由西北大學温伯格艺术与科学学院（Weinberg College of Arts and Sciences）提供。
西北大學卡塔爾校區的課程安排跟隨西北大學美國主校區。卡塔爾校區採用15週學期制，並提供中東文化相關的特別課程。 2012年，卡塔爾校區獲得西北大學董事會的許可，可自行任命學術人員。
輔修
西北大學卡塔爾校區提供五個輔修項目：
1. 戰略傳播[17]
2. 中東研究[18]
3. 電影與設計[19]
4. 媒體與政治[20]
5. 非洲研究[21]

###### 國際機會
西北大學卡塔爾校區為學生提供多種參與國際項目的機會。選擇新聞學專業的學生必須在大三進行實習。 選擇傳播學專業的學生有機會前往西北大學美國主校區交換。 學校亦組織短期遊學旅行，目的地包括土耳其，瑞士，義大利，南非，法國，印度和美國。

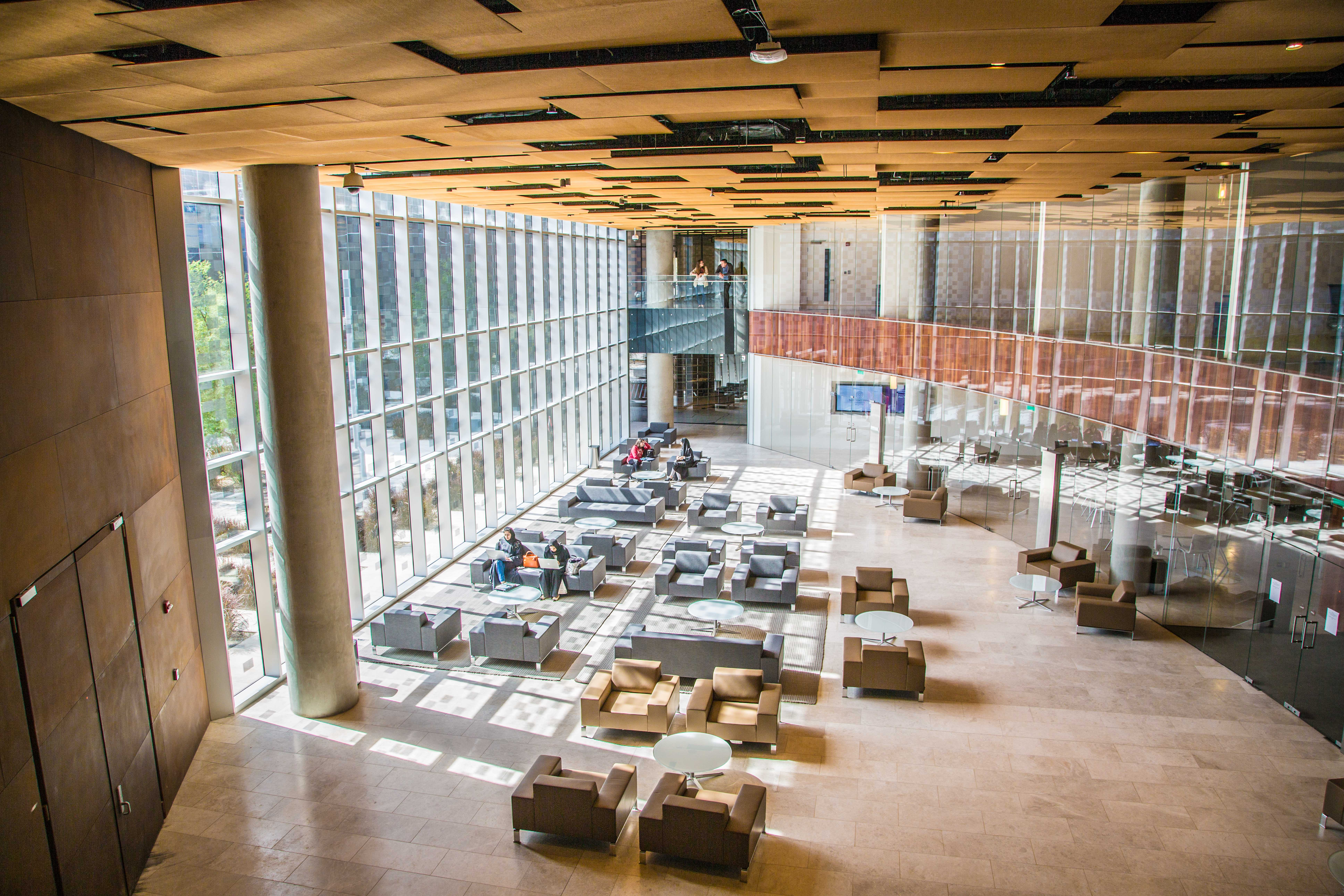
西北大學卡塔爾校區 北廳

西北大學卡塔爾校區的學生可在卡塔爾另外五所美國大學互相選課。

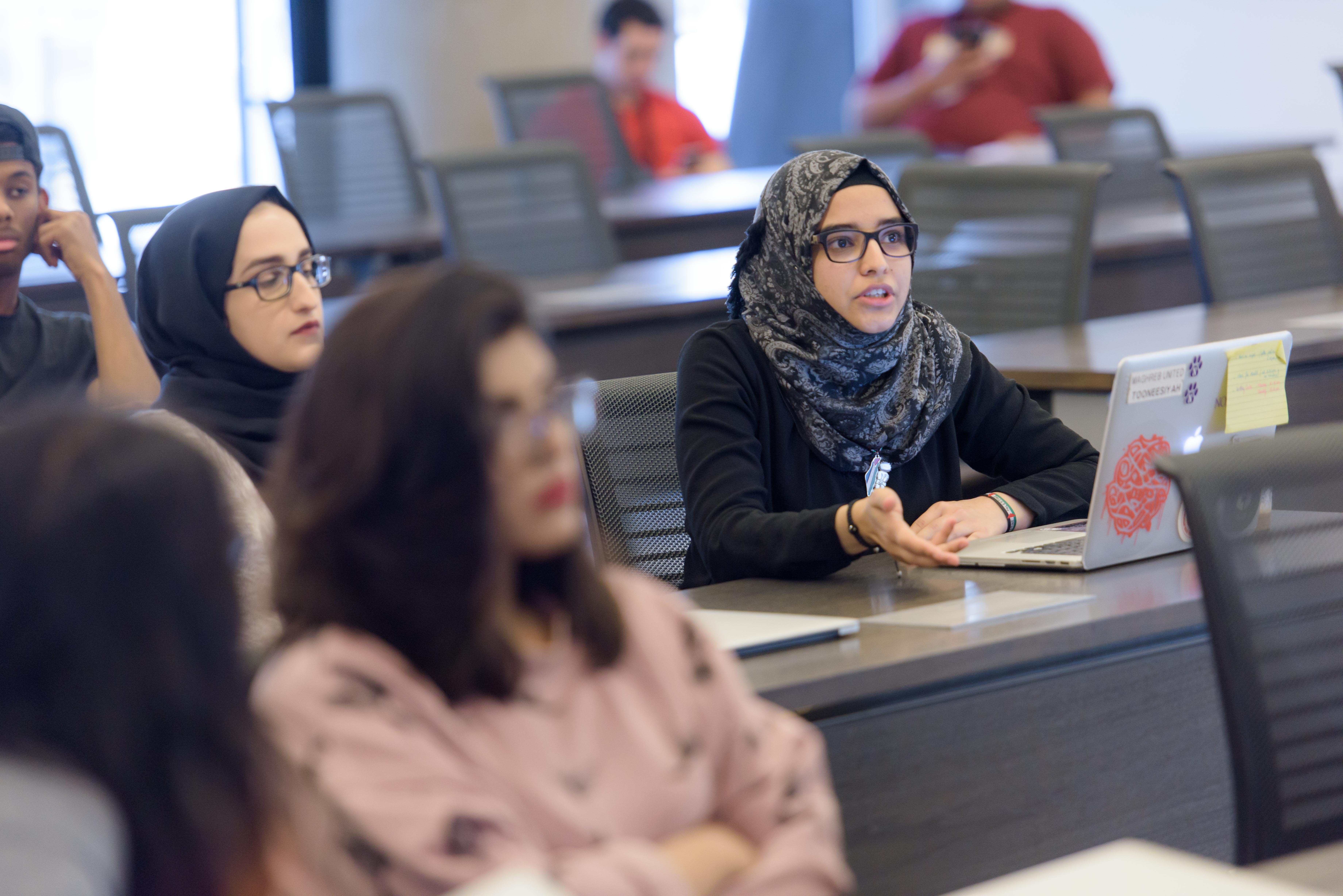
西北大學卡塔爾校區 課堂

西北大學卡塔爾校區授予與美國主校區相同的學位，受美國中北部各州院校協會高等教育委員會（North Central Association of Colleges and Schools）認可。

## 資金
西北大學卡塔爾校區的設施由卡塔爾方出資建設。 2014年，西北大學獲4530萬美元用於運營卡塔爾校區。
西北大學卡塔爾校區與美國主校區學費相同。截至2024年，卡塔爾校區的學費為每年64,887美元。
卡塔爾籍學生的學費將由卡塔爾政府全部支付，其他國籍的學生需自行承擔學費。卡塔爾校區對成績優異的新生提供榮譽獎學金，學生亦可申請卡塔尔基金会提供的各類獎學金和財政支持。

## 設施
西北大學卡塔爾校區建築由美國設計師安东尼·普雷多克（Antoine Predock）設計，具有卡塔爾的沙漠文化特色。
西北大學卡塔爾校區於2017年1月搬遷至新址。教學樓共四層，佔地超過50萬平方英尺。校園設計注重可持續性，獲得能源与环境设计先锋奖（LEED）金級認證。
西北大學卡塔爾校區開設有媒體展覽館（The Media Majlis），是阿拉伯世界第一个致力于探索媒体、新闻和传播内容的博物馆，也是卡塔尔的第一个大学博物馆。展館內设有互动展览、讨论项目，旨在从全球、区域和本地视角审视媒体、新闻和传播，展覽內容包括阿拉伯电影历史與身分認同。展館向学生、教职员工和公众免费开放。
- 西北大學卡塔爾校區的設施

## 校園生活
西北大學卡塔爾校區約有一半為卡塔爾籍學生，另有來自超過32個國家的國際學生。
西北大學卡塔爾校區的國際學生須入住卡塔尔基金会提供的學生宿舍。宿舍環境優異，為全體學生提供「單人單間，獨立衛浴」的住宿條件。學生亦可選擇帶有客廳的公寓房型。宿舍與教學樓之間通過教育城有軌電車（Education City Tram）連接，便於往返。
卡塔爾校區學生可以參與卡塔爾教育城所提供的所有設施與活動，包括包括哈马德·本·哈利法大学学生中心、休闲中心、俱乐部、社团和体育联盟。
西北大学卡塔爾校區主办了许多与电影和制作相关的活动，例如西北卡塔爾模拟联合国电影节（THIMUN Qatar Northwestern Film Festival、Studio 20Q年度首映式以及NU-Q媒体与研究奖。